# NEVER FADE
「NEVER FADE」（ネヴァー・フェイド）は、2000年12月6日に発売されたTHE ALFEE48枚目のシングル。

## 概要
THE ALFEEのシングルとして初のマキシシングル。
彼らにとって20世紀最後にリリースされた作品でカップリング曲を含め全曲タイアップ曲となった。
「LOVE NEVER DIES」以降6作連続で桜井賢がリードヴォーカルを担当。
カップリングは2曲あり、「Wake Up」のリード・ヴォーカルは坂崎、「自由になるために」のリード・ヴォーカルは高見沢、と3人それぞれのヴォーカル曲が収録されている。

## 収録曲
1. NEVER FADE
テレビ朝日系バラエティー番組『T×2 SHOW』エンディングテーマ。
2. Wake Up 〜Goodbye 20th century boy〜
読売テレビ・日本テレビ系『ウェークアップ!』エンディングテーマ
3. 自由になるために
2000年大阪国際女子マラソンイメージソング
4. NEVER FADE (Original Instrumental)

## 収録作品
- GLINT BEAT（#1）
- THE ALFEE CLASSICS III（#1、「恋は魔術師」'El amor brujo'より「火祭りの踊り」'Danza ritual del fuego'〜NEVER FADE）
- THE BEST 1997-2002 〜aprés Nouvelle Vague〜（#1）
- 夢よ急げ -大阪国際女子マラソンイメージソング・アルバム-（#3）
- THE ALFEE 30th ANNIVERSARY HIT SINGLE COLLECTION 37（#1、Re-Mix）
- THE ALFEE SINGLE HISTORY VOL.V 1996-2001（#1,2,3）

## カタログ
- TOCT-22080 ￥1200（税抜価格）

## 関連作品
- THE ALFEE 30th ANNIVBERSARY VIDEO CLIPS Ⅱ（DVD 2004年9月15日） - 「NEVER FADE」のプロモーションビデオを収録。後にBlu-ray版が再発売された。